# 지브롤터 바위

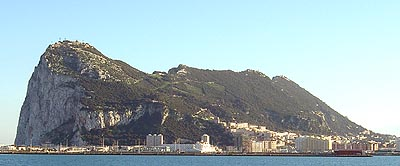
지브롤터 바위산의 서쪽면 (2006년)

지브롤터 바위산(영어: Rock of Gibraltar, 스페인어: Peñón de Gibraltar, 라틴어: Calpe, 아랍어: جبل طارق 타리크의 산[*])은 지브롤터 반도의 남북으로 길게 뻗어 반도의 중심을 이루는 바위산이다. 최고 높이는 426m이며 '헤라클레스의 기둥'으로도 불린다.

## 같이 보기
- 지브롤터 케이블카